# Muhàmmad ad-Daï as-Saghir al-Qàïm ilà-l-Haqq
Muhàmmad ibn Zayd ibn Muhàmmad ibn Ismaïl ad-Daï as-Saghir al-Qàïm ilà-l-Haqq o, més senzillament, Muhàmmad ibn Zayd fou imam alida —es considerava descendent d'Ali ibn Abi-Tàlib— del Tabaristan.
Era germà del primer imam al-Hàssan ibn Zayd, que havia rebut el títol d'ad-Daï al-Kabir («el gran daï») que li va encarregar tornar a l'ordre a un cosí, Al-Hàssan ibn Muhàmmad ibn Jàfar al-Aqiqí, que en absència d'al-Hàssan s'havia revoltat a la capital Sari i havia forçat a la població a reconèixer-lo com a imam. Fugit al Gurgan, on Muhàmmad el va perseguir i el va fer presoner sent executat. Al-Hàssan ibn Zayd va dominar Gurgan després de vers el 880 i en va donar el govern al seu germà Muhàmmad ibn Zayd.
En morir al-Hàssan en 884, el va succeir el seu germà i governador de Gurgan Muhàmmad, que va prendre el làqab al-Qàïm ilà-l-Haqq i el títol d'ad-Daï as-Saghir («el petit daï»). A Amol, però, el poder fou usurpat pel seu cunyat, l'àlida Abu-l-Hussayn Àhmad ibn Muhàmmad al-Qàïm. Muhàmmad no va poder entrar a Amol fins al cap de deu mesos, el 885. El 885/886 va intentar estendre's cap a Rayy però fou derrotat i es va haver de refugiar al Laridjan. El 890 els daylamites li van jurar fidelitat.
El 891 Rafi ibn Hàrthama, després de dominar Gran Khorasan, va envair el Tabaristan i va obligar Muhàmmad a refugiar-se a Daylam i Gilan. Però el 892 Rafi va ser desposseït del Khurasan pel califa abbàssida (de fet en va conservar la possessió), que fou donat al seu rival Amr I ibn al-Layth as-Saffar, i Rafi va reconèixer el domini de Muhàmmad sobre el Tabaristan, i va conservar Gurgan, però en nom de l'alida. El 896 Rafi va renunciar al Gurgan a canvi de la promesa d'ajut contra Amr I, i al Khurasan, amb capital a Nixapur, va proclamar la sobirania de l'alida, però en fou ràpidament expulsat per Amr I ibn al-Layth i poc després va morir a Coràsmia on havia fugit.
L'abril del 900 el samànida Ismaïl ibn Àhmad va derrotar Amr I. Muhàmmad va creure que era el moment d'envair el Khorasan, tot i que Ismaïl li ho va desaconsellar. Va avançar pel país i fou interceptat prop de la ciutat de Gorgan pels samànides dirigits pel general Muhàmmad ibn Harun, i va ser ferit en la batalla que es va lliurar, sent fet presoner. Va ser portat a Gorgan on va morir de les ferides i va ser enterrat a la mateixa ciutat (octubre del 900). La seva tomba fou objecte de veneració al segle x.
Zayd ibn Muhàmmad, designat successor, fou portat a Bukharà, i Tabaristan va passar sota control samànida.